# Raufa Hassan al-Sharki
Amatalrauf "Raufa Hassan" al-Sharki (1958 - 27 de abril de 2011) fue una educadora, feminista y activista de derechos humanos de Yemen. Fue profesora de medios de comunicación y directora del Centro de Estudios de la Mujer en la Universidad de Saná. Al-Sharki fue la primera mujer periodista en Yemen y escribió una columna regular en un periódico durante muchos años.

## Biografía
Al-Sharki nació y creció en Saná. Su activismo comenzó pronto. Cuando tenía doce años, ella y siete de sus amigos caminaron hasta la casa del primer ministro de Yemen, Abdullah al-Kurshumi. Una vez allí, solicitaron mejores libros para sus escuelas y de la misma calidad que los que se entregaban a las escuelas de niños en Yemen. Al-Kurshumi quedó impresionado con su iniciativa y les permitió asistir a la escuela con los niños, siendo la primera vez que se permitía la educación mixta en Yemen. Al-Sharki también empezó a trabajar en la radio cuando tenía doce años, y fue entonces cuando cambió su nombre de Amatalrauf a Raufa Hassan para ocultar su identidad. Lo hizo porque si bien contaba con el apoyo de su madre, su padre no la habría apoyado. Luego, cuando se enteró, cedió y ella mantuvo su programa de radio. Mientras estaba en la escuela secundaria, también formó parte de la Asociación de Mujeres Yemeníes (YWA), hasta que fue clausurada por religiosos conservadores en 1973. La YWA proporcionó alfabetización básica, capacitación artesanal y capacitación en transmisiones de radio.
Al-Sharki se graduó en la escuela secundaria en 1975 y asistió a la Universidad de El Cairo. Regresó sin llevar más el niqab. En 1979, Al-Sharki reabrió la YWA en Saná. En 1984 comenzó a trabajar con el Ministerio de Información de Yemen. Posteriormente, se doctoró en la Universidad de París en 1991. En 1993 se postuló para el Parlamento en las primeras elecciones democráticas del país, aunque no ganó.
Al-Sharki fundó el Centro de Investigación Empírica y Estudios de la Mujer (ERWS) en la Universidad de Saná en 1996. En 1997, proporcionaba información sobre la educación de mujeres jóvenes a varios medios de comunicación. En 2000, los islamistas conservadores que criticaban el centro obligaron al gobierno de Yemen a cerrarlo y Al-Sharki abandonó Yemen trasladándose a los Países Bajos Se había emitido una fetua sobre ella. También fue amenazada personalmente y sus llamadas telefónicas fueron monitoreadas. Posteriormente, regresó a Yemen en 2004, donde continuó su trabajo en la Fundación de Planificación del Desarrollo Cultural (CDPF), que fundó en la década de 1990 para apoyar proyectos culturales en Yemen.
Uno de sus objetivos era ayudar a «las mujeres a aprender a votar de forma independiente» y alguna vez contó con el apoyo del Partido Islámico en Yemen, Islah. Ayudó a registrar a mujeres votantes en Yemen y ayudó a capacitarlas para postularse para cargos públicos. Sus organizaciones ayudaron a registrar «miles de mujeres para votar». También presionó por la libertad de prensa y la necesidad de los derechos de las mujeres. Al-Sharki fue muy expresiva durante las elecciones, exigiendo una cuota de mujeres en el parlamento en Yemen y organizando manifestaciones por los derechos civiles de las mujeres. Creía que la situación de la mujer en Yemen sólo podría mejorarse mediante la creación de un movimiento de mujeres yemeníes. Otro problema al que se enfrentaban las mujeres, según al-Sharki, era que muchas decisiones políticas seguían siendo tomadas por hombres en un sistema tribal patriarcal.
Uno de sus proyectos documentó códigos de vestimenta e información sobre cómo vistieron los líderes políticos en Yemen a lo largo de la historia. Además de ropa, también coleccionó banderas y sellos desde 1948 hasta 2004 para su Exposición de vestimenta estatal y códigos de identidad de 2005. Continuó hablando sobre la ropa, especialmente cómo la usaban las mujeres a lo largo de la historia.
En 2006 ocupó un puesto de la Cátedra Weissberg y fue profesora invitada en Beloit College.
Al-Sharki falleció en un hospital de El Cairo en 2011 debido a un cáncer. Su legado sigue inspirando a mujeres y hombres en Yemen. En Saná, su hermana Taysir al-Sharki inauguró la Galería Raufa Hassan en honor a su memoria.